# Spécial OPS Force
Spécial OPS Force (Soldier of Fortune, Inc. ou Special Ops Force) est une série télévisée américaine en 37 épisodes en 42 minutes, créée par  Dan Gordon (en) et Robert L. McCullough et diffusée entre le 27 septembre 1997 et le 22 mai 1999 en syndication.
En France, la série a été diffusée à partir du 21 décembre 2000 sur M6.

## Synopsis
La dernière ligne de défense des États-Unis est l'équipe de mercenaires dont le nom de code est « Special OPS Force ». 
L'unité est composée du Major Matt Shepherd, ancien membre des forces spéciales de la Delta force, de Benny Ray Riddle, ancien tireur d'élite de l'OTAN, Margo Vincent, ancien agent de la CIA, Deacon Reynolds, pilote, spécialiste en armes et explosifs, et Nick Delvecchio, ancien membre de la DEA. Xavier Trout leur donne les missions. 
Tous vont tenter de protéger leur pays contre les actes terroristes.

## Distribution
- Brad Johnson (VF : Mathieu Buscatto) : Matt Shepherd
- Tim Abell (VF : Marc Bretonnière) : Benny Ray Riddle
- Melinda Clarke (VF : Brigitte Virtudes) : Margo Vincent
- Dennis Rodman (VF : Lionel Henry) : Deacon « Deke » Reynolds
- David Selby (VF : Michel Paulin) : Xavier Trout
- David Eigenberg : Nick « le Caméléon » Delveccio

## Épisodes

### Première saison (1997-1998)
1. Titre français inconnu (Genesis)
2. Titre français inconnu (Power Corrupts)
3. Titre français inconnu (Over the Wire)
4. Titre français inconnu (For Love or Money)
5. Titre français inconnu (Alpha Dogs)
6. Titre français inconnu (Broken Play)
7. Titre français inconnu (Collateral Damage)
8. Titre français inconnu (La Mano Negra)
9. Titre français inconnu (Missing in Action)
10. Titre français inconnu (Last Chance)
11. Titre français inconnu (When the Hammer Falls)
12. Titre français inconnu (Surgical Strike)
13. Titre français inconnu (Hired Guns)
14. Titre français inconnu (Déjà Vu - Part 1)
15. Titre français inconnu (Apres Vu - Part 2)
16. Titre français inconnu (Scorned)
17. Titre français inconnu (Tight Spot)
18. Titre français inconnu (Double-Edged Sword)
19. Titre français inconnu (Payback)
20. Titre français inconnu (Top Event (VO)

### Deuxième saison (1998-1999)
1. Le Joker (Wild Card)
2. Le Témoin (Who's Who)
3. L'Agent double (Spyder’s Web)
4. La Prisonnière (Party Girl)
5. Mission Berlin (A Walk in the Park)
6. L'Échange (Trade-Off)
7. Un prisonnier embarrassant (Iraq and Roll)
8. Traque à Genève (Hide and Seek)
9. L'Appât (Tethered Goat)
10. Un faux couple (Charade)
11. Huit ans après (Figure Eight)
12. Une conférence explosive (The Lord is My Shepherd)
13. Pris au piège (Critical List)
14. Bienvenue à Bent Copper (Welcome to Bent Copper)
15. Le Dragon blanc (White Dragon)
16. Une vieille connaissance (The Vestige)
17. Le doute s'insinue (Reasonable Doubts)